# Zajar Denysov
Zajar Denysov (Chornomorsk, 1 de marzo de 1990) es un jugador de balonmano ucraniano que juega de extremo izquierdo en el Motor Zaporiyia. Es internacional con la selección de balonmano de Ucrania.
Su primer gran campeonato con la selección fue el Campeonato Europeo de Balonmano Masculino de 2020.

## Palmarés

### Motor Zaporiyia
- Liga de Ucrania de balonmano (7): 2015, 2016, 2017, 2018, 2019, 2020, 2021

## Clubes
| Club            | País    | Año         |
| --------------- | ------- | ----------- |
| Portovyk Yuzhne | Ucrania | 2007 - 2014 |
| Motor Zaporiyia | Ucrania | 2014 - Act. |